# Hệ vật lý kín
Hệ vật lý kín hay còn gọi là hệ kín, hệ cô lập; đó là hệ mà trong đó chỉ có nội lực của các vật của hệ tác dụng lẫn nhau. Có nghĩa là một hệ không chịu tác dụng của ngoại lực hoặc ngoại lực triệt tiêu lẫn nhau.
Hay có định nghĩa khác: Hệ kín là hệ vật mà trong đó chỉ có các vật trong hệ tương tác lực với nhau, nếu có ngoại lực thì hợp của ngoại lực bằng 0.
Trong thực tế thì không bao giờ có hệ kín mà có thể xem là hệ kín nếu:
- Nội lực rất lớn so với ngoại lực (ví dụ: đạn nổ,nổ hạt nhân...)
- Thời gian tương tác nhanh
- Hệ kín theo một phương nào đó.

## Ví dụ về hệ kín
Hệ gồm các vật nằm trong khoảng không vũ trụ và không chịu tác dụng của lực nào cả được coi là một hệ kín lý tưởng. Tuy nhiên không có một hệ như vậy trong thực tế.
Thông thường các hệ chịu tác dụng của các ngoại lực cân bằng được coi là hệ kín như hệ vật và Trái Đất...
Hệ chịu tác dụng của ngoại lực nhưng có độ lớn nhỏ hơn nhiều so với nội lực trong hệ cũng được coi là hệ kín. Chẳng hạn như hệ gồm tên lửa và nhiên liệu khi được phóng.
Trong việc giải các bài toán còn có một loại hệ kín nữa là hệ kín theo một phương nào đó. Tức là theo phương đó tổng ngoại lực bằng 0 thì hệ là hệ kín theo phương đó.

## Ý nghĩa của hệ kín
Hệ kín là điều kiện để một số định luật vật lý được nghiệm đúng. Trong đó có định luật quan trọng là định luật bảo toàn động lượng.